# HD 73634
HD 73634 är en ensam stjärna belägen i den norra delen av stjärnbilden Seglet och som också har Bayer-beteckningen e Velorum. Den har en skenbar magnitud av ca 4,11 och är svagt synlig för blotta ögat där ljusföroreningar ej förekommer. Baserat på parallaxmätning inom Hipparcosuppdraget på ca 1,8 mas, beräknas den befinna sig på ett avstånd på ca 1 900 ljusår (ca 570 parsek) från solen. Den rör sig bort från solen med en heliocentrisk radialhastighet på ca 19 km/s.

## Egenskaper
HD 73634 är en blå till vit stjärna av spektralklass A7 Ia eller A6 II, som anger att den är antingen en superjätte eller en ljusstark jätte. Den har en massa som är ca 7,8 solmassor, en radie som är ca 34 solradier och har ca 4 100 gånger solens utstrålning av energi från dess fotosfär vid en effektiv temperatur av ca 8 000 K.